# モンティチェッロ・ダルバ
モンティチェッロ・ダルバ（伊: Monticello d'Alba）は、イタリア共和国ピエモンテ州クーネオ県にある基礎自治体（コムーネ）。

## 地理

### 位置・広がり

#### 隣接コムーネ
隣接するコムーネは以下の通り。
- アルバ
- コルネリアーノ・ダルバ
- ポカパーリア
- ロッディ
- サンタ・ヴィットーリア・ダルバ
- ソンマリーヴァ・ペルノ

#### 地震分類
イタリアの地震リスク階級 (it) では、4 に分類される
。

## 行政

### 分離集落
モンティチェッロ・ダルバには、以下の分離集落（フラツィオーネ）がある。
- Surie, Borgo, Casà, Sant'Antonio, Valdozza, Villa

## 姉妹都市
- Sastre、アルゼンチン 1988年